# Taconite
Taconite – miasto w Stanach Zjednoczonych, w stanie Minnesota, w hrabstwie Itasca.